# Маррак, Филиппа
Филиппа Маррак (Philippa «Pippa» Charlotte Marrack; род. 28 июня 1945, Юэлл, Англия) — британо-американский биохимик и иммунолог, исследовательница T-лимфоцитов. Доктор философии (1970).
Заслуженный профессор University of Colorado Denver и National Jewish Health, в которой заведует кафедрой биомедицинских исследований, ранее также исследователь Медицинского института Говарда Хьюза (1986—2017). Член Национальных Академии наук (1989) и Медицинской академии (2008) США, Лондонского королевского общества (1997) и АМН Великобритании (2002). Лауреат премий Вольфа по медицине (2015) и Луизы Гросс Хорвиц (1994). По своему импакт-фактору является третьим по влиянию американским исследователем, первой среди женщин, Clarivate Citation Laureate (2019).
Работает совместно с супругом Джоном Капплером, они познакомились в начале 1970-х.
Окончила по биохимии Кембриджский университет (1967) со степенями бакалавра и магистра, там же в 1970 году получила степень доктора философии по биологическим наукам. Затем приехала в США — в 1971—1973 гг. постдок в Калифорнийском университете в Сан-Диего, занималась там с доктором Ричардом Даттоном (Richard Dutton). С 1979 года вместе с супругом работают в National Jewish Health и Колорадском университете. В 1986—2017 гг. исследователь Медицинского института Говарда Хьюза.
С 2011 года член Национального консультативного совета по комплементарной и альтернативной медицине. Ассоциированный редактор PNAS.
Член Американской академии искусств и наук (2000, фелло с 1991) и Американской ассоциации содействия развитию науки (2011), Американской ассоциации иммунологов (с 1974, входила в её совет с 1995 по 2000 год и являлась президентом в 2000—2001 гг., вице-президентом с 1999) и Британского общества иммунологии.
Автор более 375 публикаций.

## Награды и почести
- GlaxoSmithKline Prize[англ.] (1990)
- Ernst W. Bertner Memorial Award, MD Anderson Cancer Center (1992)
- Премия Вильяма Коли Института исследований рака (1993)
- Премия Пауля Эрлиха и Людвига Дармштедтера[нем.], Германия (1993)
- Премия Луизы Гросс Хорвиц Колумбийского университета (1994)
- FASEB Excellence in Science Award[англ.] (1995)
- Behring-Heidelberger Lecture Award Американской ассоциации иммунологов (1995)
- Премия Диксона по медицине (1996)
- Rabbi Shai Schacknai Memorial Prize (1998)
- Howard Taylor Ricketts Award[нем.] Чикагского университета (1999)
- Interscience Conference on Antimicrobial Agents and Chemotherapy Award (1999)
- Irvington Institute Scientific Leadership Award in Immunology (2001)
- Lifetime Achievement Award Американской ассоциации иммунологов (2003)
- Faculty Ambassador Award, National Jewish Health (2003)
- L'Oréal-UNESCO For Women in Science Award (2004)
- University of Colorado Health Sciences Center, School of Medicine, Mentoring Award (2004)
- National Jewish Health Abraham J. Kauvar Presidential Award (2004)
- Pearl Meister Greengard Prize[англ.], Рокфеллеровский университет (2005)[11]
- Avery-Landsteiner-Preis[нем.] (2006)
- Введена в Colorado Women's Hall of Fame[англ.] (2010)
- Премия Вольфа по медицине (2015)
- Введена в Национальный зал славы женщин (2015)
- Novartis Prize for Immunology[англ.] (2016)
- Clarivate Citation Laureate (2019)

Почётный доктор Рочестерского университета (1991) и Macalester College (1996).